# Komisja Przejściowa
Komisja Przejściowa Tymczasowej Rady Stanu – organ przejściowy, powołany 25 sierpnia 1917 r. przez Tymczasową Radę Stanu w Królestwie Polskim (TRS) w związku ze złożeniem mandatów przez członków tejże Rady. Z dniem 1 lutego 1918 r. kompetencje Komisji formalnie zostały przejęte przez Radę Ministrów Królestwa Polskiego, zaś kompetencje Marszałka Koronnego i Przewodniczącego Komisji Przejściowej – przez Prezydenta Ministrów.

## Skład
Komisję tworzyli:
- Józef Mikułowski-Pomorski – przewodniczący, Wicemarszałek Koronny, pełniący obowiązki Marszałka Koronnego, dyrektor Departamentu Wyznań Religijnych i Oświecenia Publicznego[a],
- Stanisław Bukowiecki – dyrektor Departamentu Sprawiedliwości[b],
- Kazimierz Natanson – dyrektor Departamentu Skarbu.

## Działalność
Komisja sprawowała nadzór nad departamentami byłej Tymczasowej Rady Stanu. Kontynuując działalność TRS, z dniem 1 września 1917 r. Komisja Przejściowa przejęła od władz okupacyjnych zarząd sądownictwa, zaś 1 października 1917 r. –  szkolnictwo. W dniu 18 września 1917 r. Komisja Przejściowa wskazała władzom okupacyjnym kandydatów na członków Rady Regencyjnej.
Sekretarz Komisji Przejściowej Ludomir Grendyszyński wraz z Władysławem Mchem sporządzili sprawozdanie z prace Departamentów i Biur Tymczasowej Rady Stanu do 1 września 1917 r., natomiast nie sporządzono takiego sprawozdania z działalności agend TRS w okresie istnienia Komisji Przejściowej.

## Likwidacja
W dniu 13 grudnia 1917 r. Komisja Przejściowa podjęła uchwałę w sprawie przekazania Radzie Ministrów departamentów Tymczasowej Rady Stanu, a Prezydentowi Ministrów – pozostałych agend TRS, a także o zawieszeniu swojej działalności. Tego samego dnia Rada Ministrów uchwaliła przejęcie prowadzenia korespondencji zewnętrznej od Komisji Przejściowej, uzależniła zwoływanie posiedzeń Komisji Przejściowej od swojej zgody oraz upoważniła ministrów do przejęcia departamentów. Wyjątek od dwóch pierwszych postanowień stanowiły sprawy związane z likwidacją Komisji. Z dniem 1 lutego 1918 r. kompetencje administracyjne Komisji formalnie zostały przejęte przez powołany przez Radę Regencyjną rząd Jana Kucharzewskiego.